# Gać (Oława)
Gać (deutsch Heidau) ist ein Dorf in Niederschlesien. Der Ort liegt in der Gmina Oława im Powiat Oławski in der polnischen Woiwodschaft Niederschlesien.

## Geographie

### Geographische Lage
Das Angerdorf Gać liegt neun Kilometer südöstlich des Gemeindesitzes und der Kreisstadt Oława (Ohlau) und rund 37 Kilometer südöstlich der Woiwodschaftshauptstadt Breslau. Der Ort liegt in der Nizina Śląska (Schlesische Tiefebene) innerhalb der Równina Grodkowska (Grottkauer Ebene).
Etwa ein Kilometer nördlich liegt der Bahnhof Lipki an der Bahnstrecke Wrocław–Brzeg. Östlich des Dorfes liegt die Grenze zur Woiwodschaft Opole.

### Nachbarorte
Nachbarorte von Gać sind im Norden Lipki (Linden), im Süden Psary (Hünern) und im Südwesten Maszków (Philippsfeld).

## Geschichte

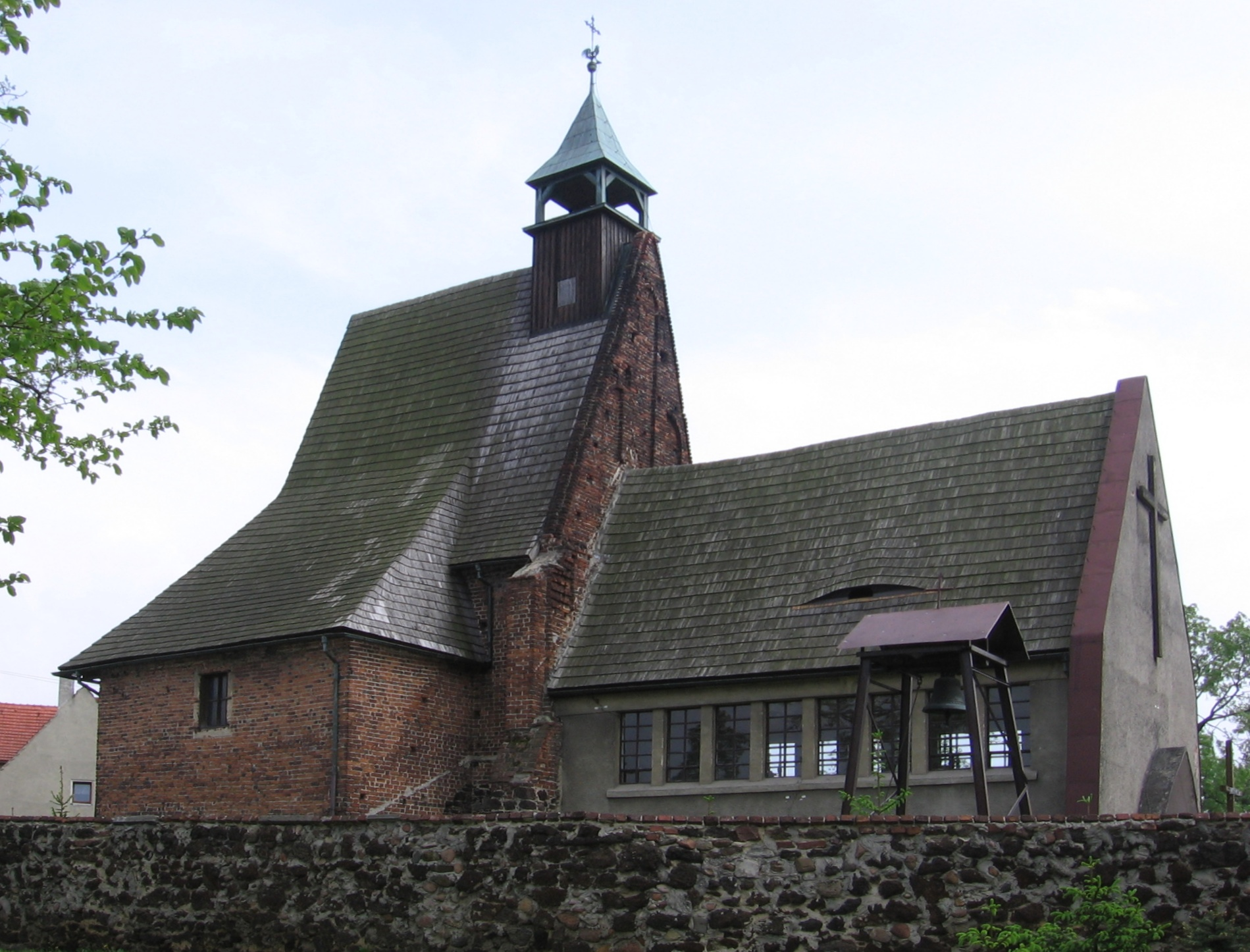
Kreuzerhöhungskirche

In dem Werk Liber fundationis episcopatus Vratislaviensis aus den Jahren 1295–1305 wird der Ort erstmals als Heyda erwähnt. 1294 wird erstmals die Kirche im Ort erwähnt.
Nach dem Ersten Schlesischen Krieg 1742 fiel Heidau zusammen mit dem größten Teil Schlesiens an Preußen.
Nach der Neugliederung Preußens gehörte die Landgemeinde Heidau ab 1815 zur Provinz Schlesien und war ab 1816 dem Landkreis Ohlau eingegliedert. 1874 wurde der Amtsbezirk Hühnern gegründet, welcher die Landgemeinden Heidau, Hünern und Philippsfeld und den Gutsbezirken Heidau, Hünern und Philippsfeld umfasste. 1885 zählte der Ort 385  Einwohner.
1933 zählte Heidau 526, 1939 wiederum 522 Einwohner. Bis 1945 befand sich der Ort im Landkreis Ohlau.
Als Folge des Zweiten Weltkriegs fiel Heidau wie fast ganz Schlesien 1945 an Polen, wurde in Gać umbenannt und der Woiwodschaft Breslau angegliedert. Die deutsche Bevölkerung wurde, soweit sie nicht vorher geflohen war, weitgehend vertrieben. Die neu angesiedelten Bewohner waren zum Teil Heimatvertriebene aus Ostpolen. 1999 kam der Ort zum Powiat Oławski in der Woiwodschaft Niederschlesien.

## Sehenswürdigkeiten
Unter Denkmalschutz stehen heute:
- Die römisch-katholische Kreuzerhöhungskirche (poln. Kościół Podwyższenia Krzyża Świętego) wurde 1294 erstmals erwähnt.[6] Der Altar mit gotischem Kruzifix stammt aus dem 14. Jahrhundert.[7]  Erhalten sind ferner ein manieristisches Epitaph von A. M. Kuscherbar aus dem Jahr 1618 im Chor, die Renaissancetafel für Opersdorf aus dem Jahr 1546 und ein barocker Grabstein von Kotliński aus dem Jahr 1675. Anstelle des beschädigten Fachwerkturms aus dem 18. Jahrhundert wurde 1963 ein neuer Backsteinturm gebaut,
- Das Schloss Heidau mit Vorwerksgebäuden (zespół pałacowy i folwarczny) aus dem 18. 19. und 20. Jahrhundert  ist  eine Schloss- und Hofanlage mit dem Schloss aus dem 18. Jahrhundert (heute restauriert und in Privatbesitz).[8] Dazu kommen die ehemalige Brennerei, ein Wohnhaus, ein Nebengebäude, ein Kuhstall, zwei Scheunen, ein Getreidespeicher, sowie Schweinestall, Eishaus, Grenzmauern, ehemaligen Gärten und der Baumbestand in der Nähe des Herrenhauses.

Außerdem gibt es eine Marienstatue, die bis 1945 als Gefallenendenkmal diente.

## Vereine
- Fußballverein LZS Foto-Higiena Błyskawica Gać
- Freiwillige Feuerwehr OSP Gać